# Diego Quemada-Díez
Diego Quemada-Díez (Burgos, 15 de febrer de 1969) és un director de cinema mexicà d'origen espanyol.

## Biografia
Diego Quemada-Díez va créixer entre Burgos, Logronyo i Barcelona. De jove, somiava amb ser poeta. Finalment va triar el cinema i, després d'experiències com a intern i en publicitat, va començar realment el 1995 com a segon ajudant d'operador de Ken Loach a Terra i llibertat, rodada a Espanya.
Es va establir un temps als Estats Units i després es va establir a Mèxic. La seva carrera es va fer internacional ràpidament: encara va ajudar a Loach a Carla's Song (1996) i Bread and Roses (2000), i també va treballar per Oliver Stone (Any Given Sunday, 1999), Alejandro González Iñárritu (21 grams, 2003), Tony Scott (Man on Fire, 2004) o Fernando Meirelles (The Constant Gardener, 2005).
Va ser durant una estada a Mazatlán el 2002 que, mogut per la situació dels migrants mexicans i centreamericans, va néixer el projecte La jaula de oro. Quemada-Díez va recollir 600 testimonis i es llança a la producció d'aquesta pel·lícula que trigarà més de deu anys a néixer, amb l'ajut, entre d'altres, d'una subvenció de la Cinéfondation. La jaula de oro va ser aclamada per la crítica, guardonat a nombrosos festivals (Canes, l'Havana, Mar del Plata...) i va guanyar 11 premis Ariel entre ells el de millor pel·lícula.

## Filmografia
- 2001 : A Table Is a Table
- 2006 : I Want to Be a Pilot
- 2006 : La morena
- 2013 : La jaula de oro